# Berry Bees – Mézbogyók bevetésen
A Berry Bees – Mézbogyók bevetésen (eredeti cím: Berry Bees) 2019-től vetített ausztrál–olasz–ír–indiai–szingapúri 2D-s számítógépes animációs kaland–akciófilm sorozat, amelyet Niccolò Sacchi, Lisa Arioli és Jo Boag rendezett.
A Producerei Lorenza Lazzarini, Yasmin Jones és Cathy Ní Fhlaithearta. A zeneszerzője Fabrizio Baldoni. A sorozat az Atlantyca Entertainment, az SLR Productions, a Telegael és a Cosmos-Maya Production gyártásában készült, forgalmazója az Atlantyca Entertainment, az SLR Productions, a Telegael és a Cosmos-Maya Production.
Ausztráliában 2019. október 5-én mutatta be a 9Go!. Olaszországban 2019. december 19-én mutatta be a Rai Gulp. Magyarországon 2020. szeptember 8-tól mutatta be a Minimax.

## Cselekmény
Bobby, Lola és Juliette három rendkívüli tizenéves lány, akik látszólag normális életet élnek. A trió azonban titokban a Bee Intelligence Agency (röviden BIA) "Bogyó Méheként" dolgozik. A titkos ügynökség választotta ki őket különleges kémmissziók végrehajtására. A lányoknak valamilyen bogyófajta a kódnevük. Az ügynökség vezetője Ms. Berry. A lányok ezután kirajzanak, és bevegyülve a  tömegbe kémkedni kezdenek. Minden küldetéshez kapnak egy tárgyat is, amire a küldetés során szükségük lesz.
A lányoknak általában meg kell akadályozniuk olyan visszatérő gazemberek gonosz terveit, mint Tara Bájt vagy a Zöldujjak.

## Szereplők

### Főszereplők
| Eredeti hang       | Szereplő   | Magyar hang     | Leírás                                              |
| ------------------ | ---------- | --------------- | --------------------------------------------------- |
| Giada Bonanomi     | Bobby      | Molnár Ilona    | A technológia szakértője, kódneve málna.            |
| Giulia Bersani     | Lola       | Andrádi Zsanett | Képzett akrobata, kódneve eper.                     |
| Francesca Bielli   | Juliette   | Roatis Andrea   | Tehetséges színésznő és mentalista, kódneve áfonya. |
| Paola Della Pasqua | Miss Berry | Hámori Eszter   | A BIA vezetője.                                     |

### Gonoszok
| Eredeti hang       | Szereplő      | Magyar hang    | Leírás                                                                                               |
| ------------------ | ------------- | -------------- | --- |
| Alessandra Karpoff | Tara Bájt     | Sági Tímea     | A pénz és a hírnév megszállott, technikai zseni.                                                     |
| Diego Sabre        | Kámfor Áron   | Fekete Zoltán  | Tolvaj, aki bárki személyazonosságát fel tudja venni.                                                |
| Mario Scarabelli   | Zöldujj Cosmo | Dolmány Attila | Fauna férje, gyakran kudarcot okoz Faunának.                                                         |
| Dania Cericola     | Zöldujj Fauna | Makay Andrea   | Cosmo felesége, aki bűnügyi terveket eszel ki, hogy a természet erejével elpusztítsa az emberiséget. |

### Mellékszereplők
| Eredeti hang | Szereplő                | Magyar hang    |
| ------------ | ----------------------- | -------------- |
| TBA          | Kurt                    | Bogdán Gergő   |
| TBA          | Priscilla               | Györfi Laura   |
| TBA          | Fed (Booby öccse)       | Maszlag Bálint |
| TBA          | James (Bobby apja)      | Juhász Zoltán  |
| TBA          | Mrs. Ness (Bobby anyja) | Csuha Bori     |

### Magyar változat
- Bemondó: Zahorán Adrienne
- Magyar szöveg: Gecse Attila
- Hangmérnök és Vágó: Nagy Márk
- Gyártásvezető: Farkas Márta
- Zenei rendező: Ullmann Zsuzsa
- Szinkronrendező: Hirth Ildikó
- Produkciós vezető: Bor Gyöngyi

A szinkront a Minimax megbízásából a Direct Dub Studios készítette.

## Epizódok
| Évad | Évad | Epizód | Ausztrál sugárzás | Ausztrál sugárzás | Ausztrál adó | Olasz sugárzás     | Olasz sugárzás  | Olasz adó | Magyar sugárzás     | Magyar sugárzás  | Magyar adó |
| Évad | Évad | Epizód | Évadpremier       | Évadfinálé        | Ausztrál adó | Évadpremier        | Évadfinálé      | Olasz adó | Évadpremier         | Évadfinálé       | Magyar adó |
| ---- | ---- | ------ | ----------------- | ----------------- | ------------ | ------------------ | --------------- | --------- | ------------------- | ---------------- | ---------- |
|      | 1    | 52     | 2019. október 5.  | TBA               | 9Go!         | 2019. december 19. | 2020. május 26. |           | 2020. szeptember 8. | 2020. október 3. |            |

## 1. évad (2019-)
| #   | #   | Angol cím Olasz cím                                     | Magyar cím | Rendezte       | Írta                                | Ausztrál premier   | Olasz premier      | Magyar premier       |
| --- | --- | ------------------------------------------------------- | ---------- | -------------- | ----------------------------------- | ------------------ | ------------------ | -------------------- |
| 1.  | 1.  | Princesses Pose a Problem Missione doppia principessa   |            | Niccolò Sacchi | Katiedid Langrock és Keith Brumpton | 2019. október 5.   | 2019. december 19. | 2020. szeptember 8.  |
| 2.  | 2.  | Social Oversharing Ladri di segreti                     |            | Niccolò Sacchi | Katiedid Langrock                   | 2019. október 5.   | 2019. december 16. | 2020. szeptember 8.  |
| 3.  | 3.  | Xmas 2.0 Natale 2.0                                     |            | Niccolò Sacchi | Charlotte Hamlyn                    | 2019. október 12.  | 2019. december 24. | 2020. szeptember 9.  |
| 4.  | 4.  | Xmas 2.0 Natale 2.0                                     |            | Niccolò Sacchi | Charlotte Hamlyn                    | 2019. október 12.  | 2019. december 24. | 2020. szeptember 9.  |
| 5.  | 5.  | The Milk Shakey Shook Spie, animali e passepartout      |            | Niccolò Sacchi | Katiedid Langrock és Keith Brumpton | 2019. október 19.  | 2019. december 17. | 2020. szeptember 10. |
| 6.  | 6.  | Stars Fall Le scarpe Salta-Salta                        |            | Niccolò Sacchi | Katiedid Langrock és Keith Brumpton | 2019. október 19.  | 2019. december 18. | 2020. szeptember 10. |
| 7.  | 7.  | It's a Winner Wipeout Una buona torta non si scorda mai |            | Niccolò Sacchi | Katiedid Langrock                   | 2019. október 27.  | 2019. december 22. | 2020. szeptember 11. |
| 8.  | 8.  | Hypnotic Hair Don't Care Brillantina con ipnosi         |            | Niccolò Sacchi | Joel Slack-Smith                    | 2019. október 27.  | 2019. december 18. | 2020. szeptember 11. |
| 9.  | 9.  | Haunted Amusement Park Fantasmi al luna park            |            | Niccolò Sacchi | Maria Chiara Oltolini               | 2019. november 3.  | 2019. december 22. | 2020. szeptember 12. |
| 10. | 10. | Drop in the Ocean S.O.S. Barriera corallina             |            | Niccolò Sacchi | Senta Rich és Nick Wilkinson        | 2019. november 3.  | 2019. december 16. | 2020. szeptember 12. |
| 11. | 11. | Tricky Business Missione spettacolo truccato            |            | Niccolò Sacchi |                                     | 2019. november 9.  | 2019. december 21. | 2020. szeptember 13. |
| 12. | 12. | To Bee or Not to Bee Non ti ricordar di me              |            | Niccolò Sacchi |                                     | 2019. november 9.  | 2019. december 21. | 2020. szeptember 13. |
| 13. | 13. | String Sting Un violino sotto chiave                    |            | Niccolò Sacchi |                                     | 2019. november 10. | 2019. december 17. | 2020. szeptember 14. |
| 14. | 14. | Growing Pains Teneri pelosetti crescono                 |            | Niccolò Sacchi |                                     | 2019. november 10. | 2019. december 23. | 2020. szeptember 14. |
| 15. | 15. | Love Is in the Net Troppo perfetto per essere vero      |            | Niccolò Sacchi |                                     | 2019. november 17. | 2019. december 19. | 2020. szeptember 15. |
| 16. | 16. | Clover's Got Talent Sfida tra talenti                   |            | Niccolò Sacchi |                                     | 2019. november 17. | 2019. december 29. | 2020. szeptember 15. |
| 17. | 17. | Someone Went Off Course Una nave fuori rotta            |            | Niccolò Sacchi | Andrea Marchetti                    | 2019. november 24. | 2019. december 26. | 2020. szeptember 16. |
| 18. | 18. | Rare Earth Sledding Che fine ha fatto la neve?          |            | Niccolò Sacchi | Katiedid Langrock                   | 2019. november 24. | 2019. december 23. | 2020. szeptember 16. |
| 19. | 19. | Berry Fall Tre volte trappola                           |            | Niccolò Sacchi |                                     | 2019. december 1.  | 2019. december 31. | 2020. szeptember 17. |
| 20. | 20. | Berry Fall Tre volte trappola                           |            | Niccolò Sacchi |                                     | 2019. december 1.  | 2019. december 31. | 2020. szeptember 17. |
| 21. | 21. | Look, Up in the Sky Un eroe in ognuno di noi            |            | Niccolò Sacchi |                                     | 2019. december 8.  | 2019. december 28. | 2020. szeptember 18. |
| 22. | 22. | Cowabunga, Bees! Cowabunga, Berry Bees!                 |            | Niccolò Sacchi |                                     | 2019. december 8.  | 2019. december 28. | 2020. szeptember 18. |
| 23. | 23. | A Prank Is Not a Crime Scherzare non è reato            |            | Niccolò Sacchi |                                     | 2019. december 24. | 2019. december 30. | 2020. szeptember 19. |
| 24. | 24. | Action! BBs on the Movie Set Pronte, apine, si gira!    |            | Niccolò Sacchi |                                     | 2019. december 24. | 2019. december 26. | 2020. szeptember 19. |
| 25. | 25. | Mission to Mars Missione su Marte                       |            | Niccolò Sacchi |                                     | 2019. december 15. | 2019. december 29. | 2020. szeptember 20. |
| 26. | 26. | License to Munch Bruchi mangia kart                     |            | Niccolò Sacchi |                                     | 2019. december 15. | 2019. december 30. | 2020. szeptember 20. |
| 27. | 27. | Chinese Shadows Ombre cinesi                            |            | Niccolò Sacchi |                                     | 2020. július 4.    | 2020. május 6.     | 2020. szeptember 21. |
| 28. | 28. | Nightmare Before Halloween Un Halloween da paura        |            | Niccolò Sacchi |                                     | 2020. július 4.    | 2020. május 14.    | 2020. szeptember 21. |
| 29. | 29. | Micro Mayhem                                            |            | Niccolò Sacchi |                                     | 2019. július 11.   |                    | 2020. szeptember 22. |
| 30. | 30. | The Winner Loses It All                                 |            | Niccolò Sacchi |                                     | 2019. július 11.   |                    | 2020. szeptember 22. |
| 31. | 31. | Attenti al gatto!                                       |            | Niccolò Sacchi |                                     |                    | 2020. május 7.     | 2020. szeptember 23. |
| 32. | 32. | Pioggia di aquiloni                                     |            | Niccolò Sacchi |                                     |                    | 2020. május 8.     | 2020. szeptember 23. |
| 33. | 33. | Tropici in Irlanda                                      |            | Niccolò Sacchi |                                     |                    | 2020. május 15.    | 2020. szeptember 24. |
| 34. | 34. | Il ruggito del criceto                                  |            | Niccolò Sacchi |                                     |                    | 2020. május 13.    | 2020. szeptember 24. |
| 35. | 35. | Mistero a Venezia                                       |            | Niccolò Sacchi |                                     |                    | 2020. május 10.    | 2020. szeptember 25. |
| 36. | 36. | Un tuffo a rana                                         |            | Niccolò Sacchi |                                     |                    | 2020. május 6.     | 2020. szeptember 25. |
| 37. | 37. | Giovani geni in pericolo                                |            | Niccolò Sacchi |                                     |                    | 2020. május 7.     | 2020. szeptember 26. |
| 38. | 38. | Mummie, dinosauri e falsi allarmi                       |            | Niccolò Sacchi |                                     |                    | 2020. május 18.    | 2020. szeptember 26. |
| 39. | 39. | Un campione alla Paillard                               |            | Niccolò Sacchi |                                     |                    | 2020. május 11.    | 2020. szeptember 27. |
| 40. | 40. | Una musica spinosa                                      |            | Niccolò Sacchi |                                     |                    | 2020. május 16.    | 2020. szeptember 27. |
| 41. | 41. | Tutti in carrozza!                                      |            | Niccolò Sacchi |                                     |                    | 2020. május 14.    | 2020. szeptember 28. |
| 42. | 42. | Verdure all'arrabbiata                                  |            | Niccolò Sacchi |                                     |                    | 2020. május 12.    | 2020. szeptember 28. |
| 43. | 43. | Scambio di posto                                        |            | Niccolò Sacchi |                                     |                    | 2020. május 10.    | 2020. szeptember 29. |
| 44. | 44. | Furto tra i ghiacci                                     |            | Niccolò Sacchi |                                     |                    | 2020. május 8.     | 2020. szeptember 29. |
| 45. | 45. | Acchiappa la racchetta, Lola!                           |            | Niccolò Sacchi |                                     |                    | 2020. május 17.    | 2020. szeptember 30. |
| 46. | 46. | Spionaggio con stile                                    |            | Niccolò Sacchi |                                     |                    | 2020. május 12.    | 2020. szeptember 30. |
| 47. | 47. | La scuola è chiusa!                                     |            | Niccolò Sacchi |                                     |                    | 2020. május 13.    | 2020. október 1.     |
| 48. | 48. | Patty Pizza                                             |            | Niccolò Sacchi |                                     |                    | 2020. május 17.    | 2020. október 1.     |
| 49. | 49. | Yeti o non Yeti?                                        |            | Niccolò Sacchi |                                     |                    | 2020. május 9.     | 2020. október 2.     |
| 50. | 50. | Ogni desiderio si avvera!                               |            | Niccolò Sacchi |                                     |                    | 2020. május 9.     | 2020. október 2.     |
| 51. | 51. | Gattastrofe                                             |            | Niccolò Sacchi |                                     |                    | 2020. május 18.    | 2020. október 3.     |
| 52. | 52. | Apine in campeggio                                      |            | Niccolò Sacchi |                                     |                    | 2020. május 11.    | 2020. október 3.     |

## Gyártás
2018. október 16-án bejelentették, hogy animációs sorozat készül a Berry Bees könyvsorozat alapján. A sorozatot az olasz Atlantyca Entertainment, az ausztrál SLR Productions, az ír Telegael, valamint az indiai és szingapúri Cosmos-Maya Production készíti.

## Díjak és jelölések
2019. július 12-én a "Hypnotic Hair Don't Care" epizódot jelölték az 52. AWGIE Awards "Animáció" kategóriában, Joel Slack-Smith írót megjelölve, még mielőtt a sorozat Ausztráliában bemutatkozott volna. A Beat Bugs egyik epizódja miatt veszített.